# Mistrzostwa Polski w Boksie 1973
44. Mistrzostwa Polski w boksie mężczyzn odbyły się w dniach 11-18 marca 1973 roku w Łodzi.

## Medaliści
| Kategoria:                        | Złoto:                                | Srebro:                               | Brąz:                                                                            |
| waga papierowa (do 48 kg)         | Ryszard Czerwiński (Pogoń Szczecin)   | Bogdan Pióro (Gwardia Wrocław)        | Stanisław Chrzanowski (Broń Radom) Józef Rżany (Resovia)                         |
| waga musza (do 51 kg)             | Leszek Błażyński BBTS Bielsko-Biała)  | Leszek Borkowski (Gwardia Łódź)       | Alfons Kuśnierz (Walka Makoszowy) Andrzej Wnuk (Błękitni Kielce)                 |
| waga kogucia (do 54 kg)           | Krzysztof Madej (Carbo Gliwice)       | Józef Witek (Gwardia Wrocław)         | Józef Kuderski (Mazur Ełk) Jan Parafianowicz (Widzew Łódź)                       |
| waga piórkowa (do 57 kg)          | Roman Gotfryd (Stal Stalowa Wola)     | Andrzej Jagielski (Hutnik Kraków)     | Jan Prochoń (Widzew Łódź) Zygmunt Zbyszewski (Zagłębie Konin)                    |
| waga lekka (do 60 kg)             | Jacek Wąsowicz (Gwardia Wrocław)      | Ryszard Tomczyk (BKS Bolesławiec)     | Alfred Cichowlas (Polonia Warszawa) Stanisław Osetkowski (Stal Rzeszów)          |
| waga lekkopółśrednia (do 63,5 kg) | Ryszard Petek (Avia Świdnik)          | Stanisław Kozłowski (Turów Zgorzelec) | Włodzimierz Caruk (Gwardia Warszawa) Tadeusz Jaźwiński (Zawisza Bydgoszcz)       |
| waga półśrednia (do 67 kg)        | Józef Stachowiak (Olimpia Poznań)     | Zbigniew Kicka (Górnik Pszów)         | Krzysztof Frąszczak (Stoczniowiec Gdańsk) Zbigniew Jaworski (BBTS Bielsko-Biała) |
| waga lekkośrednia (do 71 kg)      | Wiesław Rudkowski (Legia Warszawa)    | Henryk Janowski (Stal Stalowa Wola)   | Eugeniusz Baca (Walka Makoszowy) Edward Zaborowski (Zawisza Bydgoszcz)           |
| waga średnia (do 75 kg)           | Witold Stachurski (Błękitni Kielce)   | Edmund Hebel (Wybrzeże Gdańsk)        | Jan Kaczorowski (GKS Jastrzębie) Ryszard Sitkowski (Avia Świdnik)                |
| waga półciężka (do 81 kg)         | Janusz Gortat (Legia Warszawa)        | Tadeusz Wajgelt (Sokół Piła)          | Ryszard Młyńczak (Resovia) Aleksander Nieścieruk (Gwardia Białystok)             |
| waga ciężka (powyżej 81 kg)       | Janusz Gerlecki (Stoczniowiec Gdańsk) | Lucjan Trela (Stal Stalowa Wola)      | Jerzy Skoczek (Gwardia Warszawa) Klaudiusz Waldyra (Odra Brzeg Dolny)            |